# Rovena Marku
Rovena Marku (Shkodër, 21 mei 1987) is een Albanese voormalige zwemster. Ze legde zich voornamelijk toe op de 50 m en 100 m vrije slag.
Ze slaagde erin om zich te kwalificeren voor de Olympische Zomerspelen in Athene in 2004. In de derde heat van de eerste ronde van de 50 m vrije slag klokte Rovena af op 30,51 s, goed voor een zesde plaats in haar reeks en een 60e tijd van alle deelneemsters. Hiermee eindigde haar Olympisch avontuur in de 1e ronde. Ook op Olympische Spelen van Peking kwam ze op de 50 m vrije slag niet verder dan de eerste ronde. Met een tijd van 28,15 s eindigde ze vijfde in haar reeks.

## Internationale toernooien
| Jaar | Olympische Spelen   | WK langebaan | WK kortebaan                                                  | EK langebaan  | EK kortebaan  |
| ---- | ------------------- | --- | ------------------------------------------------------------- | ------------- | ------------- |
| 2003 |                     | 51e 50 m schoolslag 82e 100 m vrije slag 84e 50 m vrije slag DQ 100 m schoolslag                                |                                                               |               | geen deelname |
| 2004 | 60e 50 m vrije slag | | geen deelname                                                 | geen deelname | geen deelname |
| 2005 |                     | geen deelname                                                                                                   |                                                               |               | geen deelname |
| 2006 |                     | | geen deelname                                                 | geen deelname | geen deelname |
| 2007 |                     | 41e 200 m wisselslag 64e 50 m schoolslag 69e 100 m schoolslag 78e 50 m vrije slag 101e 100 m vrije slag         |                                                               |               | geen deelname |
| 2008 | 58e 50 m vrije slag | | 43e 100 m wisselslag 48e 50 m vrije slag 52e 100 m vrije slag | geen deelname | geen deelname |
| 2009 |                     | 123e 50 m vrije slag 129e 100 m vrije slag 23e 4x200 m vrije slag 29e 4x100 m vrije slag 34e 4x100 m wisselslag |                                                               |               | geen deelname |